# Campeonato Sul-Americano de Atletismo Júnior de 1978
O Campeonato Sul-Americano de Atletismo Júnior de 1978 foi a 12ª edição da competição de atletismo organizada pela CONSUDATLE para atletas com menos de vinte anos, classificados como júnior ou sub-20. O evento foi realizado em São Paulo, no Brasil, entre 15 e 17 de dezembro de 1978. Contou com cerca de 178 atletas de oito nacionalidades.

## Medalhistas
Esses foram os resultados do campeonato.

### Masculino
| Evento                      | Ouro                        | Ouro    | Prata                     | Prata   | Bronze                      | Bronze  |
| --------------------------- | --------------------------- | ------- | ------------------------- | ------- | --------------------------- | ------- |
| 100 metros                  | Paulo Correia (BRA)         | 10.6    | Elói Souza (BRA)          | 10.6    | Carlos Gambetta (ARG)       | 10.8    |
| 200 metros                  | Carlos Gambetta (ARG)       | 22.0    | Paulo Correia (BRA)       | 22.1    | Alfredo Sancho (CHI)        | 22.5    |
| 400 metros                  | Antônio Dias Ferreira (BRA) | 46.7    | Arturo Marino (CHI)       | 48.2    | Nilton dos Santos (BRA)     | 48.3    |
| 800 metros                  | Antônio Dias Ferreira (BRA) | 1:50.3  | Arturo Núñez (CHI)        | 1:50.9  | Joaquim Cruz (BRA)          | 1:51.0  |
| 1 500 metros                | Cristián Castillo (CHI)     | 3:58.9  | Omar Ortega (ARG)         | 3:59.2  | Roger Soler (PER)           | 3:59.5  |
| 5 000 metros                | Cláudio Ribeiro (BRA)       | 14:53.0 | Cristián Castillo (CHI)   | 14:57.2 | Jorge Santos (BRA)          | 15:16.5 |
| 2 000 metros com obstáculos | Cristián Castillo (CHI)     | 6:01.2  | Humberto Ramírez (COL)    | 6:04.6  | Jorge Santos (BRA)          | 6:04.6  |
| 110 metros barreiras        | Wellington da Nobrega (BRA) | 14.6    | Elías da Fonseca (BRA)    | 14.8    | Felipe Víctor (CHI)         | 15.2    |
| 400 metros barreiras        | Juan Carlos Fuentes (CHI)   | 53.0    | Elías da Fonseca (BRA)    | 55.4    | Wellington da Nobrega (BRA) | 55.4    |
| 4×100 metros estafetas      | Chile                       | 41.6    | Brasil                    | 42.0    | Argentina                   | 42.0    |
| 4×400 metros estafetas      | Chile                       | 3:15.8  | Argentina                 | 3:16.9  | Brasil                      | 3:17.4  |
| Salto em altura             | Jorge Archanjo (BRA)        | 2.00    | Víctor Migliaro (CHI)     | 2.00    | Roderick Wilson (BRA)       | 2.00    |
| Salto com vara              | Carlos da Silva (BRA)       | 4.45    | Henry Gómez (COL)         | 4.20    | Enrique Aramburú (PER)      | 4.00    |
| Salto em comprimento        | Carlos Gambetta (ARG)       | 7.07    | Roberto Justino (BRA)     | 6.82    | Jairo Monteiro (BRA)        | 6.82    |
| Salto triplo                | Luiz Favero (BRA)           | 14.86   | Roberto Justino (BRA)     | 14.72   | Flavio Figueroa (COL)       | 14.72   |
| Arremesso de peso           | Gert Weil (CHI)             | 16.50   | João Lima (BRA)           | 16.20   | José Franco (CHI)           | 15.92   |
| Lançamento de disco         | Juan Ortega (COL)           | 46.28   | Roberto Malatesta (ARG)   | 43.52   | Miro Ronac (PER)            | 43.34   |
| Lançamento do martelo       | Ralf Frustockl (BRA)        | 56.38   | Pedro Rivail Atílio (BRA) | 55.66   | Pedro Díaz (COL)            | 52.32   |
| Lançamento do dardo         | Juan Garmendia (ARG)        | 65.12   | Eduardo Viera (ARG)       | 62.42   | Gustavo Arrau (CHI)         | 59.06   |
| Decatlo                     | Miro Ronac (PER)            | 6391    | Ronaldo Alcaraz (BRA)     | 6254    | Fernando Britz (BRA)        | 6128    |

### Feminino
| Evento                 | Ouro                         | Ouro   | Prata                       | Prata  | Bronze                   | Bronze |
| ---------------------- | ---------------------------- | ------ | --------------------------- | ------ | ------------------------ | ------ |
| 100 metros             | Beatriz Capotosto (ARG)      | 12.4   | Daysi Salles Morales (CHI)  | 12.4   | Carla Herencia (CHI)     | 12.4   |
| 200 metros             | María Rojas (CHI)            | 25.5   | Carla Lorenzetti (CHI)      | 25.7   | Verónica Arrionda (URU)  | 25.9   |
| 400 metros             | María Elena Labarca (CHI)    | 55.9   | Cecilia Romero (CHI)        | 56.6   | Maria José Santos (BRA)  | 57.7   |
| 800 metros             | Marcela López Espinosa (ARG) | 2:11.9 | Margit Weise (BRA)          | 2:13.0 | Nancy González (CHI)     | 2:13.0 |
| 1 500 metros           | Marcela López Espinosa (ARG) | 4:36.3 | Mónica Regonessi (CHI)      | 4:36.9 | Genoveva Caro (CHI)      | 4:41.1 |
| 100 metros barreiras   | Beatriz Capotosto (ARG)      | 14.6   | Priscilla Sautchuck (BRA)   | 15.1   | Juraciara da Silva (BRA) | 15.1   |
| 4×100 metros estafetas | Chile                        | 48.1   | Brasil                      | 48.1   | Argentina                | 48.2   |
| 4×400 metros estafetas | Argentina                    | 3:47.3 | Chile                       | 3:47.8 | Brasil                   | 3:56.8 |
| Salto em altura        | Lucilene Lonardoni (BRA)     | 1.70   | Evelyn Jabiles (PER)        | 1.65   | Gloria Sánchez (COL)     | 1.65   |
| Salto em comprimento   | Beatriz Capotosto (ARG)      | 5.67   | Marília Seifert (BRA)       | 5.56   | Margot Mundín (URU)      | 5.55   |
| Arremesso de peso      | Patricia Guerrero (PER)      | 12.42  | Célia Soares (BRA)          | 12.41  | Maria Fernandes (BRA)    | 12.05  |
| Lançamento de disco    | Márcia Barbosa (BRA)         | 39.60  | Gloria Martínez (CHI)       | 39.16  | Norma Lucía Azcune (URU) | 38.74  |
| Lançamento do dardo    | Neuza Trolezzi (BRA)         | 44.40  | Gladys Aguayo (CHI)         | 43.32  | Patricia Guerrero (PER)  | 41.96  |
| Pentatlo               | Lucilene Lonardoni (BRA)     | 3712   | Ana Maria de Oliveira (BRA) | 3490   | Elizabeth Ordoni (CHI)   | 3242   |

## Quadro de medalhas (não oficial)
| Ordem | País      | Medalha de ouro | Medalha de prata | Medalha de bronze | Total |
| ----- | --------- | --------------- | ---------------- | ----------------- | ----- |
| 1     | Brasil    | 13              | 16               | 13                | 42    |
| 2     | Chile     | 9               | 11               | 8                 | 28    |
| 3     | Argentina | 9               | 4                | 3                 | 16    |
| 4     | Peru      | 2               | 1                | 4                 | 7     |
| 5     | Colômbia  | 1               | 2                | 3                 | 6     |
| 6     | Uruguai   | 0               | 0                | 3                 | 3     |